# بنك آسيا - المحيط الهادئ
بنك آسيا - المحيط الهادئ (بالروسية: Азиатско-тихоокеанский банк) بنك تجاري روسي. تأسس عام 1929.غزة نسي